# (3327) Campins
(3327) Campins – planetoida z grupy pasa głównego asteroid okrążająca Słońce w ciągu 5 lat i 242 dni w średniej odległości 3,18 j.a. Została odkryta 14 sierpnia 1985 roku w Lowell Observatory (Anderson Mesa Station) przez Edwarda Bowella. Nazwa planetoidy pochodzi od Humberto Campinsa, naukowca z Planetary Science Institute w Tucson. Przed nadaniem nazwy planetoida nosiła oznaczenie tymczasowe (3327) 1985 PW.